# ヴェーダの韻律
ヴェーダの韻律（ヴェーダのいんりつ、サンスクリット: छन्दस् chandas）は、リグ・ヴェーダの賛歌に使われる韻律をいう。

## 概要
ヴェーダの賛歌は詩節(r̥c)から構成される。ひとつの賛歌を構成する詩節の数は3から58まで多様であるが、ふつうは12以下である。各詩節は決まった数の句（パーダ）からなる。ヴェーダの韻律は、句の数、句あたりの音節数、音節の長短によって規定される。なお押韻はしない。
句あたりの音節数には5音節・8音節・11音節・12音節の4種類がある。
音節は、短母音で終わるものを短い（軽い）音節とし、それ以外（長母音・二重母音・子音）で終わるものを長い（重い）音節とする。なお、短母音でおわる音節のうしろに複数の子音ではじまる語がつづく場合、その音節は長いとみなされ、逆に短母音+子音で終わる音節のうしろに母音ではじまる語がつづく場合、その音節は短いとみなされる。
後世サンスクリット・プラークリットで書かれたインド古典詩の韻律の多くはヴェーダの韻律から発達したものであり、韻律名も同じであることが多いが、同名のヴェーダの韻律とはかならずしも同一ではない。

## 韻律の種類
韻律の種類は15種類ほどが数えられるが、よく使われるのは7種類に過ぎない（多い順に triṣṭubh, gāyatrī, jagatī, anuṣṭubh, uṣṇih, paṅkti, br̥hatī）。
一般に、句の最初と最後の音節の長短は規定されない。また、ヴェーダでは各句の末尾4-5音節以外の部分の長短については厳格でない。
以下の説明では長い音節を「-」、短い音節を「u」、どちらでもよいものを「+」であらわす。「,」はカエスーラである。

### 8音節
8音節の場合、各句は以下の形をしていることがもっとも多い。
- + - + - | u - u +

8音節3句からなるものをガーヤトリー(gāyatrī)と呼ぶ。ヴェーダ全体の25%ちかく(2450詩節)を占める一般的な詩型である。有名な『リグ・ヴェーダ』3.62.10 のサヴィトリ賛歌をとくにガーヤトリーと呼ぶことがある。
4句のものをアヌシュトゥブ(anuṣṭubh)と呼ぶ。ヴェーダではガーヤトリーの1⁄3しか存在しないが、後世にはシュローカと呼ばれてもっとも一般的な詩型になった。ただしシュローカでは奇数句と偶数句の韻律が異なるのに対し、ヴェーダのアヌシュトゥブではすべての句が同じ韻律を持つ。ヴェーダでも時代が新しくなるにつれてシュローカに近づく傾向が見られる。
5句のものをパンクティ(paṅkti)、6句をマハーパンクティ(mahāpaṅkti)、7句をシャクヴァリー(śakvarī)と呼ぶが、6句以上はまれである。

### 11音節
トリシュトゥブ(triṣṭubh)は11音節4句からなる詩節で、ヴェーダ全体の約40%を占めるもっとも一般的な形式である。各句は4または5音節めのうしろにカエスーラがある。
- + - + -,u u - | - u - +（4音節めのうしろにカエスーラ）
- + - + - +,u u | - u - +（5音節めのうしろにカエスーラ）

### 12音節
ジャガティー(jagatī)は12音節4句からなる詩節で、トリシュトゥブの句の末尾に短い音節をひとつ足した形をしている。トリシュトゥブとガーヤトリーについで多く使われる。
- + - + -,u u - | - u - u +（4音節めのうしろにカエスーラ）
- + - + - +,u u | - u - u +（5音節めのうしろにカエスーラ）

### 5音節
5音節の句は頻度が少ない。主に u - u - + または - - u - + の形式を取る。
5音節4句のものをdvipadā virājと呼ぶ（文字通りには10音節2句を意味する）。

### 混合
句ごとの音節数が異なる韻律がある。通常は8音節と12音節の間で交代する。
- uṣṇih : 8 8 12
- purauṣṇih : 12 8 8
- kakubh : 8 12 8
- br̥hatī : 8 8 12 8
- satobr̥hatī : 12 8 12 8
- atśakvarī : 8 8 8, 8 8, 12 8
- atyaṣṭī : 12 12 8, 8 8, 12 8